# 上海索菲特海仑宾馆
上海索菲特海仑宾馆是位於中華人民共和國上海市黃浦區的一個賓館，原名海崙賓館，由索菲特酒店運營，該賓館被九江路、福建中路和南京東路包圍。

## 历史
於1992年11月開業。該酒店高117米，地上共有34層。賓館建成時是當時南京東路附近最高的建築以及星級最高的賓館（四星級賓館）。